# Rock of Ages (film, 2012)
Rock of Ages är en amerikansk långfilm från 2012 i regi av Adam Shankman. Filmen är baserad på musikalen med samma namn. I rollerna syns bland andra Tom Cruise, Catherine Zeta-Jones och Malin Åkerman.

## Handling
Sherrie Christian reser till Hollywood i hopp om att få förverkliga sina drömmar om att bli sångerska. Där träffar hon Drew Boley, som har samma dröm. De bestämmer sig för att hjälpa varandra och ge varandra stöd. Drew jobbar på en krog på Sunset Strip och erbjuder Sherrie jobb tills hon kommit igång med sin karriär ordentligt. 
Men att förverkliga sina drömmar är svårare än man tror, och deras tillvaro kantas snart av utbrända rockstjärnor, en borgmästare vars fru vill förbjuda rockmusik och mycket mer.

## Om filmen
Filmen utspelar sig 1987 och de medverkande skådespelarna tolkar mycket rockmusik från 1980-talet. Filmen innehåller musik av några av 80-talets största artister - däribland Twisted Sister, Joan Jett, Pat Benatar, Def Leppard och REO Speedwagon. En förlängd version av filmen finns utgiven på Blu-ray, den version innehåller mer musik, däribland Rock You Like A Hurricane av Scorpions.

## Rollista
| Julianne Hough       | – Sherrie Christian               |
| Diego Boneta         | – Drew Boley                      |
| Russell Brand        | – Lonny Barnett                   |
| Paul Giamatti        | – Paul Gill                       |
| Catherine Zeta-Jones | – Patricia Whitmore               |
| Malin Åkerman        | – Constance Sack                  |
| Mary J. Blige        | – Justice Charlier                |
| Alec Baldwin         | – Dennis Dupree                   |
| Tom Cruise           | – Stacee Jaxx                     |
| Bryan Cranston       | – Borgmästare Mike Whitmore       |
| Will Forte           | – Mitch Miley                     |
| Kevin Nash           | – Stacee Jaxxs livvakt            |
| Jeff Chase           | – Stacee Jaxxs livvakt            |
| T.J. Miller          | – Receptionist vid Rolling Stones |